# 1917 год в литературе

## Премии

### Международные
- Литература:
  - Карл Адольф Гьеллеруп, «За многообразное поэтическое творчество и возвышенные идеалы»;
  - Хенрик Понтоппидан, «За правдивое описание современной жизни Дании».

### Франция
- Гонкуровская премия — Анри Малерб, «Пламя в кулаке».
- Премия Фемина — Рене Милан, L’Odyssée d’un transport torpillé.

## Книги
- «Крокодил» — сказка в стихах Корнея Чуковского.
- «Простаки» (The Innocents) — произведение Синклера Льюиса.

### Романы
- «Анин Дом Мечты» — роман Люси Мод Монтгомери.
- «Джим с Пикадилли» — роман П. Г. Вудхауза.
- «Король-уголь» — роман Эптона Синклера.
- «Работа» (The Job, в русском переводе — «Уна Гольден») — роман Синклера Льюиса.

### Повести
- «Лангемарк» (Langemarck) — повесть Фридриха Вольфа.
- «Заячий ремиз» — первая публикация повести Н. Лескова, написанной в 1894 году.

### Малая проза
- «По Руси» — цикл рассказов Максима Горького (создавался с 1912).
- «Среди мурья» — сборник рассказов Алексея Ремизова.

### Пьесы
- «Мохаммед» (Mohammed) — пьеса Фридриха Вольфа.
- «Николины притчи» — пьеса Алексея Ремизова.

### Поэзия
- «Красное знамя» — книга стихов Георгия Шилина.
- «Смотри! Мы справились!» — сборник стихов Дэвида Герберта Лоуренса.

## Родились
- 1 января — Матео Максимов, цыганский писатель, автор перевода Нового Завета на цыганский язык.
- 21 января — Силвиан Йосифеску, румынский теоретик литературы, литературный критик, литературовед, переводчик.
- 13 февраля — Сидни Шелдон, американский писатель и сценарист (умер в 2007).
- 22 февраля — Юсиф Ахадулла оглы Азимзаде, азербайджанский советский писатель, драматург (умер в 1984).
- 26 февраля — Кудрат Улла Шахаб, пакистанский писатель на урду (умер в 1986).
- 29 июня — Йосеф Кайнар, чешский поэт-лирик, драматург (умер в 1971).
- 16 июля — Жорж Арно, французский писатель, публицист (умер в 1987).
- 20 августа — Трилочан Шастри , индийский поэт и прозаик (умер в 2007).
- 17 октября — Александр Кабрал, португальский прозаик, драматург (умер в 1996).
- 11 ноября — Мак Рейнольдс, американский писатель-фантаст (умер в 1983).
- 12 декабря — Алоизас Баронас, американско-литовский прозаик, поэт, сатирик (умер в 1980).
- 16 декабря — сэр Артур Кларк, английский писатель-фантаст (умер в 2008).
- 25 декабря — Капан Сатыбалдин, советский казахский писатель, поэт, драматург, публицист, сценарист, переводчик (умер в 1969).

## Умерли
- 21 апреля – Фрэнсис Коули Бернанд, британский писатель и драматург.
- 16 мая — Джованни Бойне, итальянский писатель, поэт и критик (родился в 1887 году)
- 25 мая — Максим Богданович, белорусский поэт (родился в 1891).
- 30 мая — Юлюс Янонис, литовский поэт и революционер (родился в 1896).
- 27 августа — Ион Грамада, румынский писатель, публицист (родился в 1886).